# Голохвості броненосці
Голохвості броненосці (Cabassous) — рід броненосців з Південної та Центральної Америки. Латинська назва походить від карибського слова «броненосець».
Кладограма Cabassous

|  | C. chacoensis                                                  |
|  |                                                                |
|  | \| \| C. centralis \| \| \| \| \| \| C. unicinctus \| \| \| \| |
|  |                                                                |
|  | C. centralis                                                   |
|  |                                                                |
|  | C. unicinctus                                                  |
|  |                                                                |

|  | C. centralis  |
|  |               |
|  | C. unicinctus |
|  |               |

|  | C. chacoensis                                                  |
|  |                                                                |
|  | \| \| C. centralis \| \| \| \| \| \| C. unicinctus \| \| \| \| |
|  |                                                                |
|  | C. centralis                                                   |
|  |                                                                |
|  | C. unicinctus                                                  |
|  |                                                                |

|  | C. centralis  |
|  |               |
|  | C. unicinctus |
|  |               |

Рід включає наступні чотири види:
| Зображення | Наукова назва | Звичайна назва                    | Поширення |
| ---------- | ------------- | --------------------------------- | --- |
|            | C. centralis  | Північний голохвостий броненосець | від Чіапасу на півдні Мексики до західної Колумбії, північно-західного Еквадору та північно-західної Венесуели |
|            | C. chacoensis | Чакський голохвостий броненосець  | регіон Гран-Чако на заході Парагваю та на півночі центральної частини Аргентини                                |
|            | C. tatouay    | Великий голохвостий броненосець   | південна Бразилія, східний Парагвай та Уругвай. та крайній північний схід Аргентини                            |
|            | C. unicinctus | Південний голохвостий броненосець | північ Південної Америки на схід від Анд, на південь до північного Парагваю та південної Бразилії.             |